# Talassia coriacea
Talassia coriacea is een slakkensoort uit de familie van de Vanikoridae. De wetenschappelijke naam van de soort is voor het eerst geldig gepubliceerd in 1868 door Manzoni.